# Sanankoroba
Sanankoroba è un comune rurale del Mali facente parte del circondario di Kati, nella regione di Koulikoro.